# Монтефегатези
Монтефегатези је насеље у Италији у округу Лука, региону Тоскана.
Према процени из 2011. у насељу је живело 167 становника. Насеље се налази на надморској висини од 794 м.